# Gianfranco D'Aronco
Gianfranco D'Aronco   (Udine, 19 d'octubre de 1920 - Udine, 3 de desembre de 2019) va ser un crític literari i escriptor friülès, gran expert en literatura furlana, professor universitari a Pàdua i a Trieste de tradicions populars i filologia romànica.
Va ser una de les persones més importants del moviment autonomista furlà. El 1947 fou un dels fundadors del Moviment Popular Furlà. Com a tal fou el signant pel Friül, amb altres de la Vall d'Aosta, di Província de Trento i de Província de Bolzano, de la declaració de Desenzan per l'actualització de les autonomies regionals previstes en la Constitució de la República Italiana.
Va dirigir nombroses revistes com "Ce fastu?", "Il Tesaur", "Quaderni del Tesaur", "Studi di letteratura popolare friulana" i altres.

## Llibres i articles
- Per la regione friulana, Roma 1946;
- Ragioni dell'autonomia friulana, Venècia 1947;
- Relazione sull'autonomia del Friuli, Venècia 1947;
- Piccola antologia della letteratura friulana, Milà 1947;
- Gli statuti regionali e lo statuto friulano, Roma 1948;
- Alto Adige e Friuli, al Messaggero Veneto del 6 d'octubre de 1951;
- Caratteri della letteratura friulana attraverso i secoli, a Ce Fastu XXXVI, 1960;
- Ville del Friuli, Udine 1962;
- Nuova antologia della letteratura friulana, Udine 1982 (4 vol.);
- Friuli, regione mai nata. 20 anni di lotte per l'autonomia 1945-1964, Tresesin 1983;
- L'insegnamento del friulano nelle scuole, a Ce Fastu I, 1985;
- Poesia e non poesia (friulana) I, II, III, a Ce Fastu I i II, 1986; II, 1987;
- Friuli perché. Una testimonianza dal 1945 ad oggi, Udine 1988;
- La breve stagione del Circolo linguistico friulano "G. B. Corgnali" (1961-1962), Udine 1989;
- Pasolini riveduto e corretto, Tresesin 1990;
- La primavera cortese della lirica friulana: tre canzoni del secolo XIV, a "Studi mediolatini e volgari" XXXVIII, 1995;
- Perché il Friuli deve rinunciare ai propri diritti?, al Messagero Veneto del 17 de gener de 1997;
- Senza odor d'integralismo, tal Messaggero Veneto del 31 de maig del 1999;
- Le ragioni di Udine a essere capoluogo, su "Il Friuli" del 9 de febrer del 2001;
- Pensierini, Udine 2001;
- Pagine friulane, Udine 2001.